# Xã Blue Mound, Quận Macon, Illinois
Xã Blue Mound (tiếng Anh: Blue Mound Township) là một xã thuộc quận Macon, tiểu bang Illinois, Hoa Kỳ. Năm 2010, dân số của xã này là 890 người.